# Philydraceae
Philydraceae is een botanische naam, voor een familie van eenzaadlobbige planten. Een familie onder deze naam wordt algemeen erkend door systemen van plantentaxonomie erkend, en ook door het APG-systeem (1998) en het APG II-systeem (2003).
Het gaat om een heel kleine familie van zo'n half dozijn soorten.
In het Cronquist-systeem (1981) was de plaatsing in een orde Liliales.

## Geslachten
- Helmholtzia F.Muell.
- Philydrella Caruel
- Philydrum Banks ex Gaertn.